# Семісі Сіка
Семісі Сіка (англ. Sēmisi Kioa Lafu Sika нар. 31 січня 1968) — тонганський політик і бізнесмен, депутат парламенту Тонга з 2010 року. Виконував обов'язки прем'єр-міністра 12 вересня 2019 – 8 жовтня 2019, після смерті Акілісі Погіва.

## Біографія
Сіка має під своєю орудою виносну крамницю та фірму громадського харчування. Є давнім прихильником демократичного руху в Тонга. В 2007 році був одним із трьох осіб, включаючи лідера Руху за права людини та демократію Акілісі Погіва, що були притягнуті до кримінальної відповідальності за керівництво протестами у червні 2006 року.
Член Демократичної партії Тонго Сіка був обраний до парламенту від Тонгатапу 2 на виборах 2010 року, переобраний на виборах 2014 та 2017 років.